# إدي براون
إدي براون (بالإنجليزية: Eddie Brown)‏ (4 أكتوبر 1927 في المملكة المتحدة - 4 أبريل 1996 في المملكة المتحدة) هو لاعب كرة قدم بريطاني في مركز الهجوم.